# NGC 1030
NGC 1030 est une vaste galaxie spirale située dans la constellation du Bélier. NGC 1030 a été découverte par l'astronome germano-britannique William Herschel en 1786.

## Caractéristiques
Sa vitesse par rapport au fond diffus cosmologique est de 8 318 ± 16 km/s, ce qui correspond à une distance de Hubble de 122,7 ± 8,6 Mpc (∼400 millions d'al).
À ce jour, six mesures non basées sur le décalage vers le rouge (redshift) donnent une distance de 111,500 ± 9,138 Mpc (∼364 millions d'al), ce qui est à l'intérieur des valeurs de la distance de Hubble. Notons cependant que c'est avec la valeur moyenne des mesures indépendantes, lorsqu'elles existent, que la base de données NASA/IPAC calcule le diamètre d'une galaxie et qu'en conséquence le diamètre de NGC 1030 pourrait être d'environ 60,7 kpc (∼198 000 al) si on utilisait la distance de Hubble pour le calculer.
NGC 1030 présente une large raie HI.